# Boliwia na Zimowych Igrzyskach Olimpijskich 1980
Boliwię na Zimowych Igrzyskach Olimpijskich 1980 reprezentowało 3 zawodników, byli to sami mężczyźni.

## Narciarstwo alpejskie
Mężczyźni
| Zawodnik              | Konkurencja   | Wyścig 1     | Wyścig 1 | Wyścig 2 | Wyścig 2 | Suma              | Suma    |
| Zawodnik              | Konkurencja   | Czas         | Miejsce  | Czas     | Miejsce  | Czas              | Miejsce |
| --------------------- | ------------- | ------------ | -------- | -------- | -------- | ----------------- | ------- |
| Scott Alan Sánchez    | Zjazd         |              |          |          |          | Zdyskwalifikowany | –       |
| Billy Farwig          | Zjazd         |              |          |          |          | 2:12,66           | 42      |
| Scott Alan Sánchez    | Slalom gigant | Nie ukończył | –        | –        | –        | Nie ukończył      | –       |
| Billy Farwig          | Slalom gigant | Nie ukończył | –        | –        | –        | Nie ukończył      | –       |
| Victor Hugo Ascarrunz | Slalom gigant | Nie ukończył | –        | –        | –        | Nie ukończył      | –       |
| Scott Alan Sánchez    | Slalom        | Nie ukończył | –        | –        | –        | Nie ukończył      | –       |
| Billy Farwig          | Slalom        | Nie ukończył | –        | –        | –        | Nie ukończył      | –       |
| Victor Hugo Ascarrunz | Slalom        | Nie ukończył | –        | –        | –        | Nie ukończył      | –       |